# Close to Seven
Close to Seven es el quinto álbum de estudio de la cantante alemana Sandra, publicado en 1992.

## Trasfondo
Entre 1990 y 1992 se había creado una laguna en la carrera musical de Sandra a causa del abrumador éxito de Enigma y el paso de casi dos años desde la publicación de su último álbum Paintings in Yellow, y que se cerró finalmente con la edición de su siguiente álbum Close to Seven. La cantante siguió desarrollando en este disco un estilo musical más meditativo y menos bailable comparado con su anterior trabajo, al querer cambiar su imagen de ídolo para adolescentes y actuar para una audiencia más madura. Close to Seven logró entrar en el top 10 de la lista alemana, tal como hizo el álbum anterior de Sandra. Las voces masculinas pertenecieron a Andy «Angel» Hard (de nombre verdadero Andreas Harde, que usaría otros nombres artísticos como «Angel X», «Andy Hard», o «Andy Jonas»).

## Sencillos
Una vez publicado, «Don't Be Aggressive» llegó a subir al top 20 de la lista musical europea. Se convirtió así en el primer y único sencillo de Close to Seven en lograr ser un éxito internacional. «I Need Love» fue el segundo sencillo en extraerse del álbum. Publicado en abril de 1992, contenía en su cara B el tema «Shadows», que fue en realidad una versión de «Shadows Over My Head» incluido en el álbum de Michael Cretu Moon, Light & Flowers, de 1979. «I Need Love» fue el primer sencillo de Sandra, después de «Japan ist weit», en fracasar en las listas musicales de éxito. Sin embargo, Sandra y Michael fueron reconocidos como la pareja casada más exitosa del año y los premiaron con el Golden Europe Award en 1992. «I Need Love» fue remezclado en 1995 e incluido en el sexto álbum de Sandra, Fading Shades. 
Finalmente, «Steady Me» fue publicado en 1992 como sencillo promocional solamente en Alemania.

## Lista de canciones
| Cara 1 |                              |                           |          |  |
| N.º    | Título                       | Música/Letra              | Duración |  |
| 1.     | «Don't Be Aggressive»        | Cretu/Hirschburger, Cretu | 4:45     |  |
| 2.     | «Mirrored in Your Eyes»      | Cretu/Cornelius, Cretu    | 3:26     |  |
| 3.     | «I Need Love»                | Cretu/Hirschburger, Cretu | 3:24     |  |
| 4.     | «No Taboo»                   | Cretu/Fairstein, Cretu    | 3:50     |  |
| 5.     | «When the Rain Doesn't Come» | Cretu/Sandra, Cretu       | 4:43     |  |
| 20:08  |                              |                           |          |  |

| Cara 2 |                      |                                      |          |  |
| N.º    | Título               | Música/Letra                         | Duración |  |
| 1.     | «Steady Me»          | Cretu, Cornelius/Hirschburger, Cretu | 3:57     |  |
| 2.     | «Shadows»            | Cretu/Hirschburger, Cretu            | 3:50     |  |
| 3.     | «Seal It Forever»    | Cretu/Hirschburger                   | 4:51     |  |
| 4.     | «Love Turns to Pain» | Cretu/Hirschburger, Cretu            | 4:59     |  |
| 5.     | «Your Way to India»  | Cretu/Hirschburger, Cretu            | 6:01     |  |
| 23:38  |                      |                                      |          |  |

## Personal
Detalles de producción
- Acompañamiento vocal masculino: Andy «Angel» Hard
- Guitarras: Tom Leonhard
- Teclados: Michael Cretu
- Arreglado, ingenierizado y producido por Michael Cretu
- Grabado digitalmente en un Waveframe 1000 en los A.R.T. Studios, Ibiza (España)

Detalles del álbum
- Fotografía: Jim Rakete
- Diseño de portada: LMP
- Ilustración frontal: HP Uertz

## Posiciones
| País (1992)  | Máxima posición |
| ------------ | --------------- |
| Alemania     | 7               |
| Austria      | 26              |
| Francia      | 18              |
| Noruega      | 20              |
| Países Bajos | 87              |
| Suecia       | 27              |
| Suiza        | 13              |